# Primula parryi
Espèce
Primula parryi est une espèce de plantes à fleurs de la famille des Primulaceae. Cette primevère est originaire des États-Unis et possède des fleurs roses